# 横尾忠則
横尾 忠則（よこお ただのり、1936年6月27日 - ）は、日本の美術家、グラフィックデザイナー、版画家、作家。
実弟の成瀬政博は画家・イラストレーター。長女の横尾美美も美術家。日本芸術院会員。

## 人物
兵庫県西脇市出身。20歳までを西脇で過ごす。幼少期に西脇でさまざまな超常現象を経験。死の世界に憧れを抱く。
神戸新聞社にてグラフィックデザイナーとして活動後、独立。三島由紀夫に出会い三島の「聖俗一体」的言動に触発される。1970年の三島の死をきっかけにその後の15年間をオカルティズムや神秘主義まで包括した精神世界に傾斜してゆくが、それらが大いなる錯覚だったと気づき「私」の探求の延長線上で絵画に出会う。精神世界と絵画は全く別の存在だと考えていたが、後にこの両者が自分すら知らない深いところで結びついていると感じるに至る。
向田邦子脚本によるテレビドラマ『寺内貫太郎一家』（1974年・TBS）では、倉田という謎の多い人物を演じた。1980年7月にニューヨーク近代美術館にて開催されたピカソ展に衝撃を受け、その後、画家宣言。以来、美術家としてさまざまな作品制作に携わる。
2019年9月-12月にかけて、83歳の横尾は自らのキュレーションによる『自我自損』展を開催。「自我自損」は、エゴに固執すると損をするという意味の造語だが、ここで横尾は徹底した自己否定をキュレーションし、異なる作風の作品を一堂に集めて見せ「私は自作を説明することは好みません。従って見どころは見る側の問題で、私作者の問題ではありません」と発言。一貫したテーマである「自我からの開放」を表現。展示作品を選んだ基準はその日の「気分」であった。
多大な影響を受けた三島由紀夫をテーマとした作品のほか、 2018年に画材を持った美術館の職員が現場に30分遅刻し、「制作意欲を削がれた」として立腹。宿泊先へ引き揚げ、展覧会は延期になって話題になった"事件"を報じた朝日新聞の切り抜きをY字路前にかざして見せるカリカチュアライズされた作品なども見られた。
2000年以降は、幼少期を過ごした故郷・兵庫県西脇市のY字路をモチーフに多くの絵画を描く。描いたY字路作品は150点以上。

## 経歴

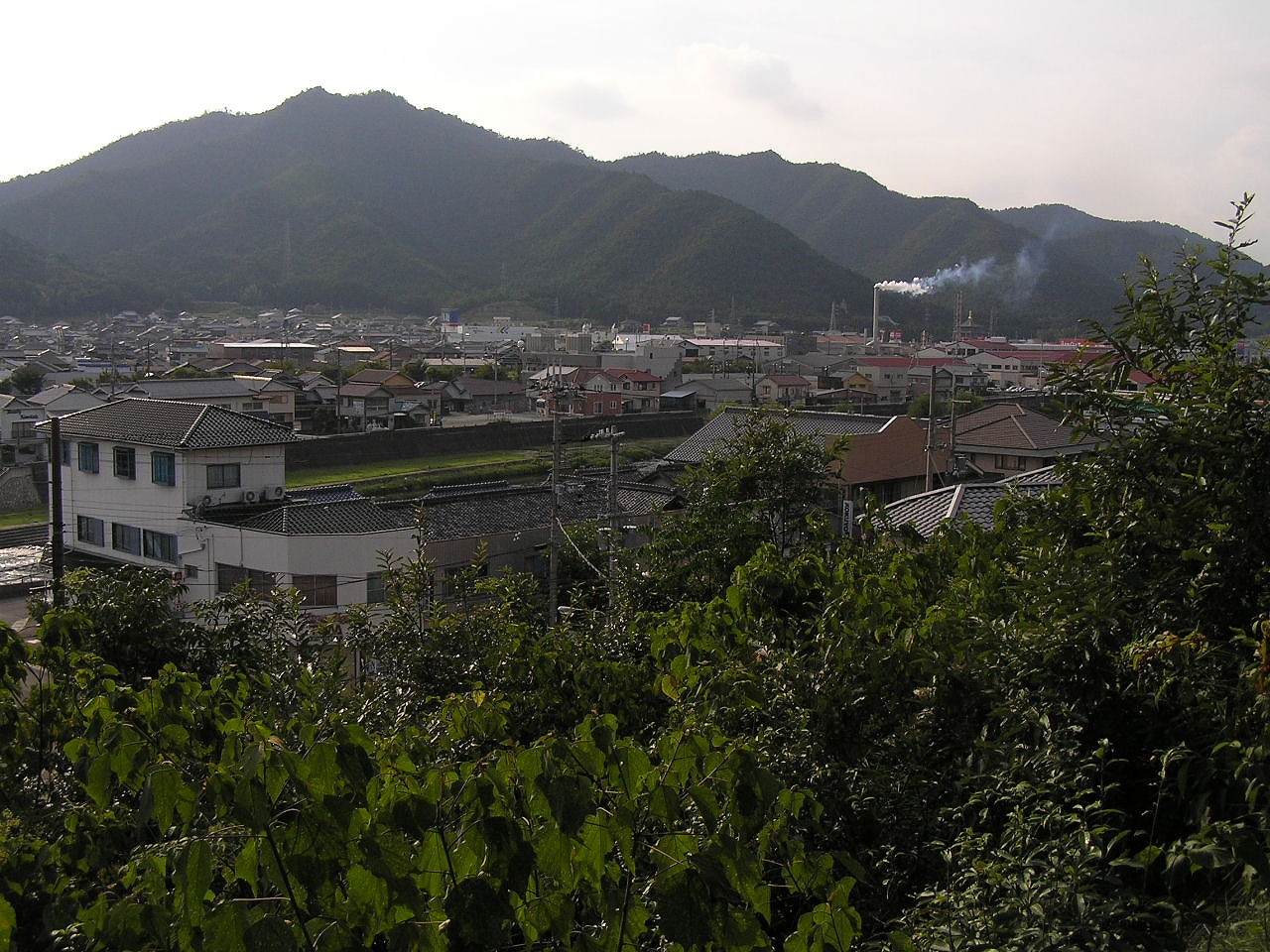
横尾が生まれ育った西脇の町

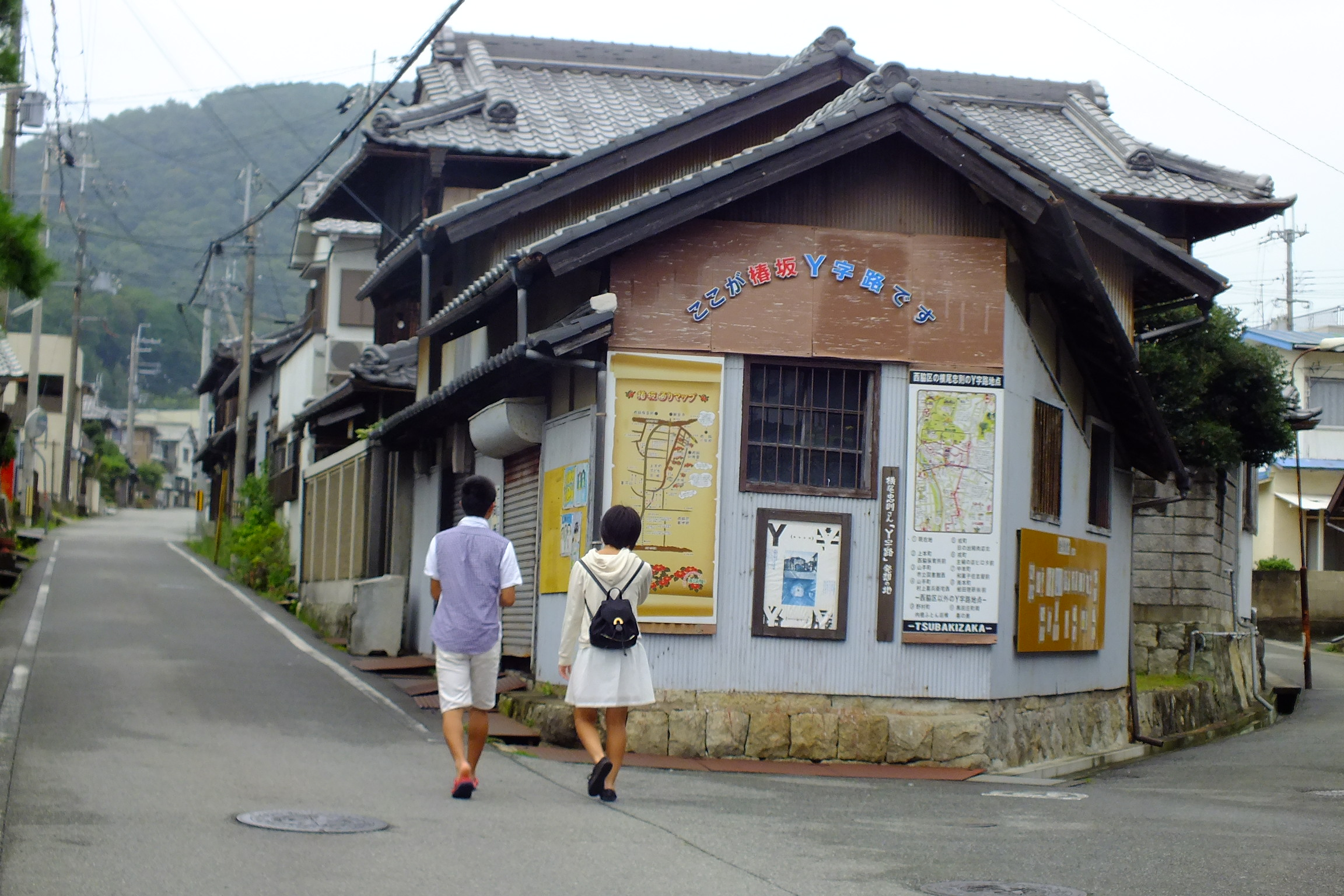
横尾の原点といわれる椿坂のY字路（暗夜光路N市-1）。かつてこの建物の前に模型店があった。

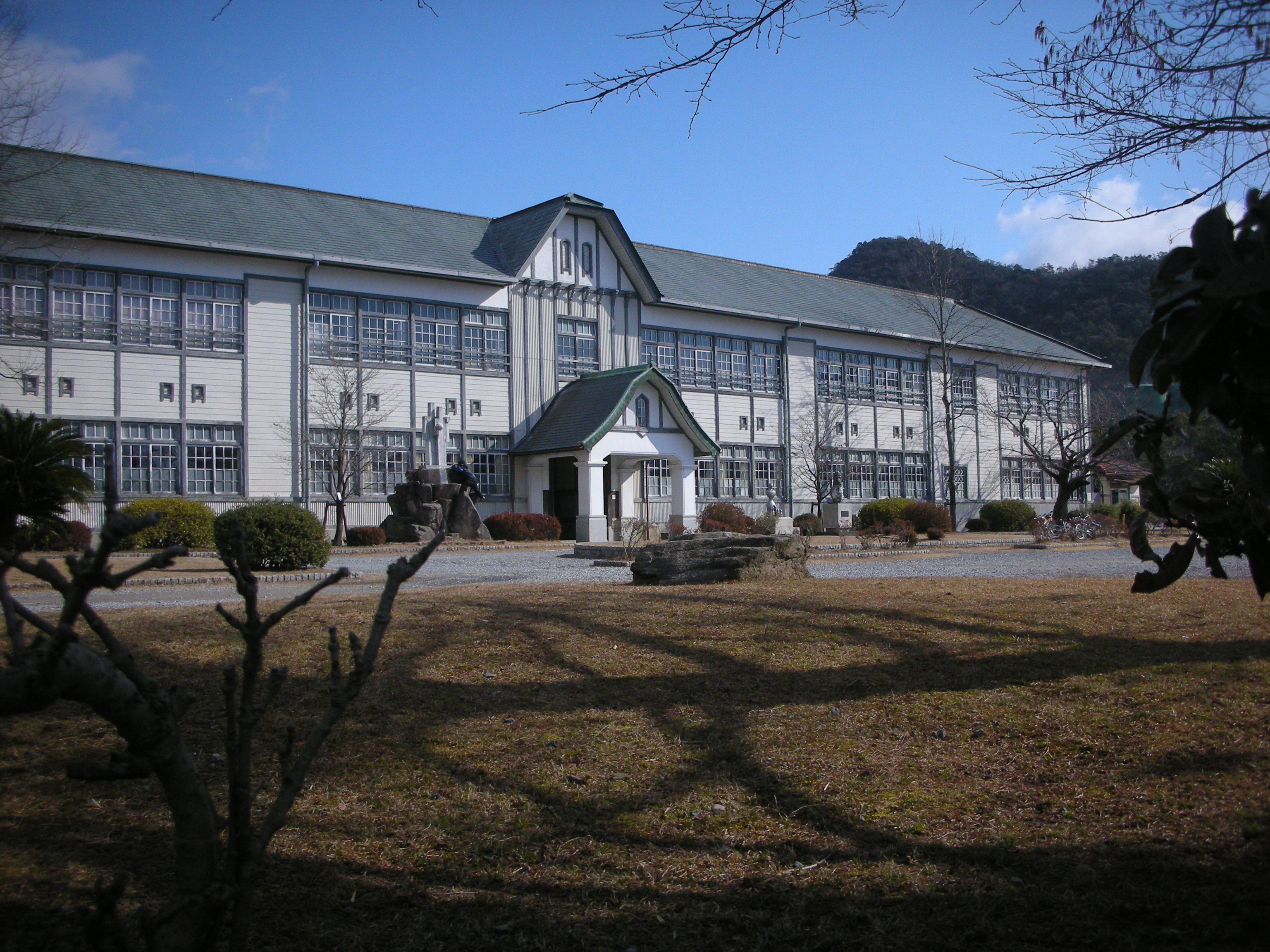
西脇国民学校（現・西脇市立西脇小学校）

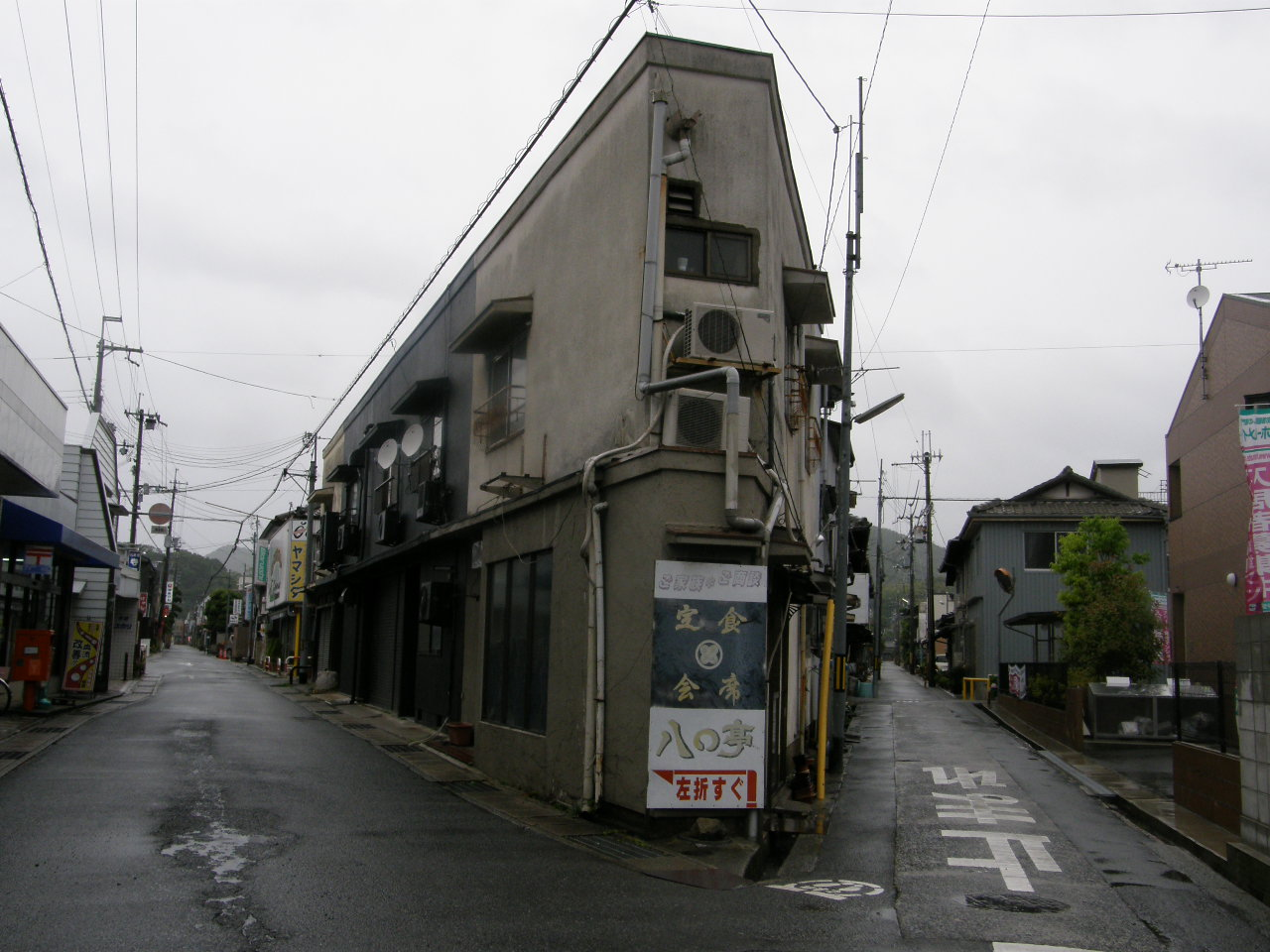
暗夜光路N市-Ⅴに描かれたＹ字路

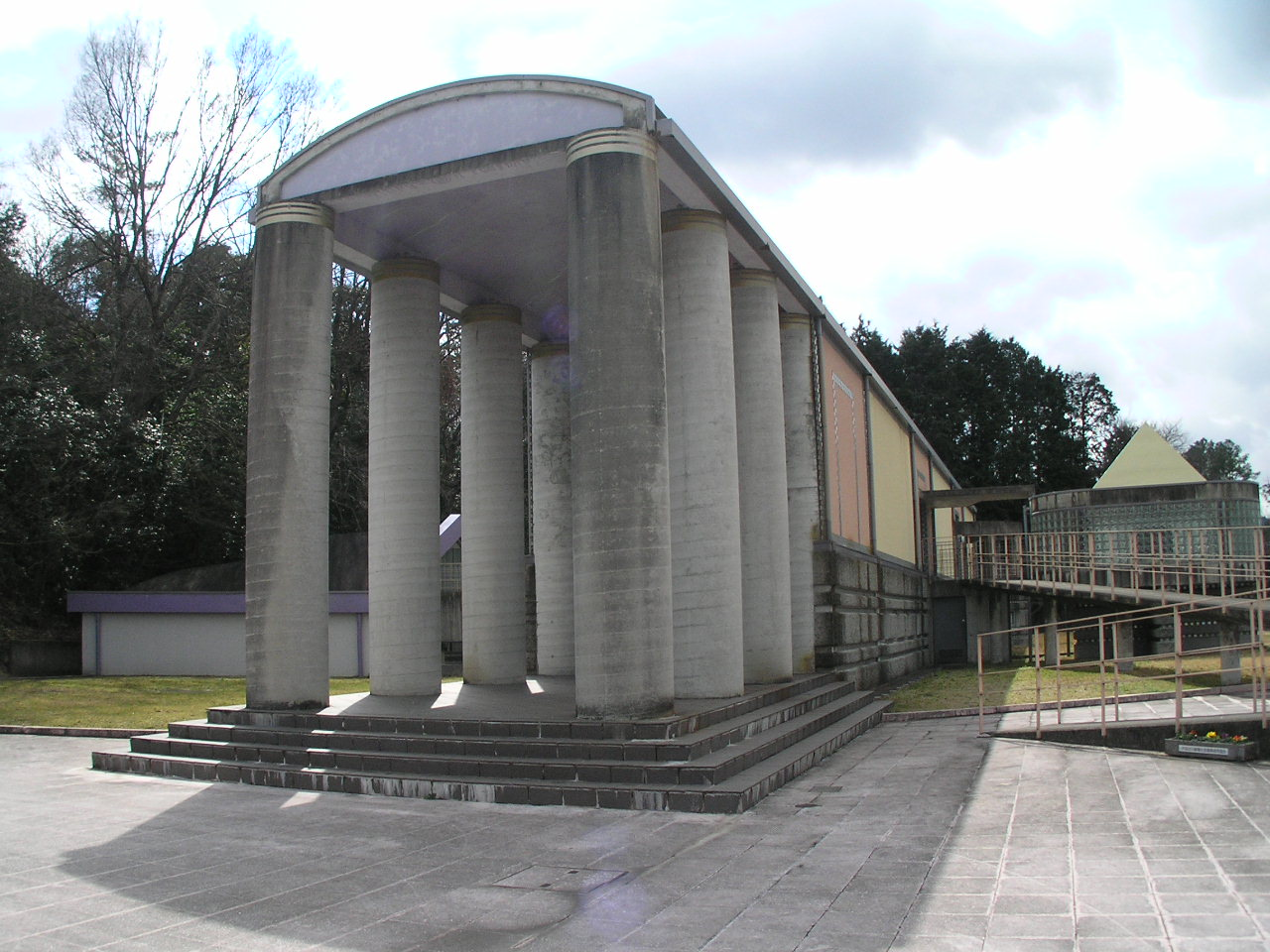
横尾の作品展示と保存を目的する岡之山美術館（西脇市、1984年開館）

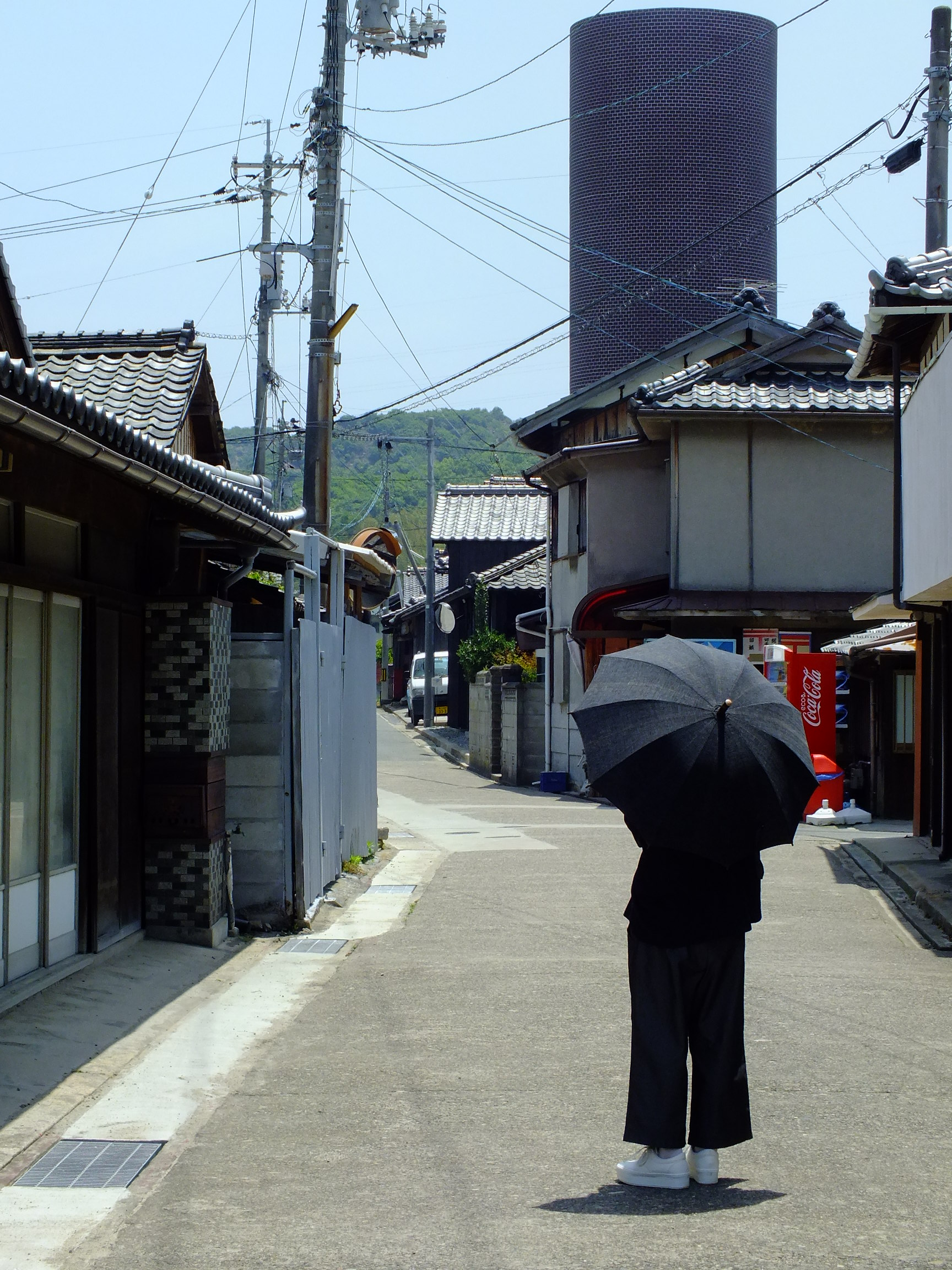
2013年7月開館の 豊島横尾館

- 1936年 - 兵庫県多可郡西脇町（現在の西脇市）に成瀬光政とツヨの次男として生まれる[5]。
- 1939年 - 2-3歳の頃に、呉服商であった叔父の横尾誠起と輝恵夫妻の養子に入り、かわいがられて育つ。幼いころから絵本の模写をしていた[5]。
- 1941年 - 5歳にして「講談社の絵本」、石井滴水の『宮本武蔵』の巌流島の決闘を模写。画才を現す[5]。
- 1942年 - 西脇町立幼稚園に入園[2]。
- 1943年 - 西脇国民学校（現・西脇市立西脇小学校[2][6]）に入学[5]。漫画を描くようになり『漫画少年』誌に投稿。
- 1945年 - 9歳。1月より神戸の空襲が開始され3月と6月の空襲は被害が甚大であった。西脇は空襲を免れたものの、西脇から神戸や明石の空が赤く染まるのが見えた[5]。
- 1946年 - 母とともに大阪の鶴橋の闇市に米や織物を売りに行くが、大阪市内の空襲跡の風景に衝撃を受ける[5]。
- 1948年 - 『漫画少年』に漫画を毎月投稿[5]。
- 1949年 - 新制西脇中学に入学[5]。
- 1950年 - 南洋一郎、鈴木御水の『バルーバの冒険』、山川惣治の『少年王者』や江戸川乱歩の少年ものなどに熱中[5]。
- 1952年 - 16歳。兵庫県立西脇高等学校に入学。「郵便友の会」を作る[5]。通信教育で挿絵を学び、油絵やポスター制作を開始する。高校学園祭のために、ポスターを初めてデザイン。エリザベス・テイラーにファンレターを送り返信があったことが地元紙で報じられる。朝鮮特需により西脇の繊維工業が活況[5]。
- 1954年 - 18歳。武蔵野美術学校出身の教師の影響で油絵を始め、県主催の絵画展などに相次ぎ入賞[5]。
- 1955年 - 武蔵野美術学校受験のために上京するが、前述の教師の助言もあり断念。西脇市織物祭のポスターが1等入選。郵便局員志望だったが、加古川の成文堂印刷所に入社[5]。
- 1956年 - 神戸新聞にカットを投稿していた常連5人にて神戸の喫茶店で個展を開催。そこで神戸新聞宣伝技術研究所にスカウトされ神戸新聞社へ入社[5]。
- 1957年 - 灘本唯人らのデザイングループ「NON」に参加。神戸新聞会館勤務だった谷泰江と結婚[5]。
- 1958年 - 22歳。第8回宣美展で奨励賞を受賞。会員に推挙される[5]。
- 1959年 - 23歳。神戸新聞社を退社。大阪のナショナル宣伝研究社に入社[5]。
- 1960年 - ナショナル宣伝研究社の東京の移転とともに上京。日本デザインセンターに入社。安保反対のデモの後でタクシーのドアで指をはさみ骨折[5]。
- 1961年 - 25歳。京都労音のポスターを制作する[5]。
- 1962年 - 26歳。大和証券DMのイラストでADC賞銀賞受賞。細江英公、寺山修司らと知り合う[5]。
- 1963年 - 27歳。東京ADC賞銅賞を受賞[5]。
- 1964年 - 長女誕生。ハイレッド・センターのシェルター計画に参加。東京オリンピックのピクトグラム作成に関わる[7]。宇野亜喜良、原田維夫と「スタジオ・イルフィル」結成（翌年、解散）。和田誠、篠山紀信らと東京オリンピック期間中にヨーロッパ旅行[5]。灘本唯人、宇野亞喜良、山口はるみ、和田誠らと東京イラストレーターズ・クラブを結成（70年解散）。
- 1965年 - 吉田画廊の個展にて三島由紀夫と出会う。後に共に仕事をする[5]。
- 1967年 - 寺山修司の「天井棧敷」に参加。ニューヨーク近代美術館に作品がパーマネントコレクションされる。
- 1969年 - 主役として出演した大島渚監督の映画『新宿泥棒日記』が公開される。第6回パリ青年ビエンナーレ版画部門グランプリ受賞。
- 1970年 - 写真をはじめる。大阪万博でせんい館のパビリオンの建築デザインを担当。ロンドンを旅行。足の動脈血栓で入院、左足切断の危機を東洋医学で免れる。これを機に1-2年間の休業宣言。11月25日、三島由紀夫が自決。その3日前に横尾は三島に電話をしたが、その日は楯の会のメンバーの5人と、パレスホテルで自衛隊市ヶ谷駐屯地乱入のリハーサルを行っていた日であった。そうとは知らず横尾は「こんな雨の中、遅くまでごくろうさんです」といった。この電話では様々な話をしたが最後に三島は、「インドは死を学ぶところではない。むしろ生を学ぶところだよ。インドへ行けるものとそうでない者がいて、タイミングもある。君もそろそろインドへ行ってもいいな」といった。三島の死は横尾にインド行きを決意させる[3]。
- 1972年 - ニューヨーク近代美術館で個展を開催。
- 1974年 - 篠山紀信とインド旅行。この後何度もインドを訪れるようになり精神世界に興味を深める。第5回ワルシャワ国際ポスター・ビエンナーレ金賞受賞。
- 1981年 - 渋谷西武で大規模な個展。
- 1982年 - 南天子画廊[注 1]でペインティングの近作をまとめた個展。横尾忠則の「画家宣言」ととらえられた。画家としての活動が活発になっていく。
- 1984年 - ベルギー国立20世紀バレエ団（英語版）（モーリス・ベジャール主宰）ミラノスカラ座公演「ディオニソス[8]」の舞台美術を担当[9]。
- 1987年 - 兵庫県文化賞を受賞し[10]、兵庫県公館に作品が展示保存される。
- 1995年 - 毎日芸術賞受賞。
- 1997年 - ニューヨークADC賞金賞受賞[9]。
- 2000年 - ニューヨークADC名誉の殿堂入り[9][11]。
- 2001年 - 紫綬褒章受章[12]。
- 2002年 - これまでで最大規模の個展「横尾忠則森羅万象」開催。多摩美術大学大学院教授に就任（2004年まで）。
- 2004年 - 紺綬褒章受章[9]。故郷のそばを走るJR加古川線電化開業、それにあわせ、ラッピング電車のデザインをし、同線で運行開始される。
- 2004年 - この年から、多摩美術大学大学院客員教授（博士課程）に就任。
- 2006年 - 日本文化デザイン大賞受賞。
- 2008年 - 初の小説集『ぶるうらんど』で泉鏡花文学賞受賞。
- 2010年 - 神戸芸術工科大学大学院客員教授に就任。
- 2011年 - 旭日小綬章受章[13][14]。
- 2012年
  - 常に時代と共振する斬新なグラフィックデザイン・絵画の制作により2011年度朝日賞受賞[15]。
  - 11月3日、神戸市灘区に横尾忠則現代美術館開館。
- 2013年
  - 6月27日、西脇市名誉市民。
  - 7月、豊島横尾館開館。
- 2014年
  - 5月31日、愛猫「タマ」永眠。不眠など激しいペットロス症候群を経験。裏庭に「タマ霊園」を造る。死の3か月前の2月25日、タマが行方不明に。古書店キヌタ文庫主人の、横尾の隣家が捨て猫を保護しているとの情報で、3月2日に訪問したところタマを発見。そのわずか3か月後であった[16]。
  - 1937年建造で昭和初期の面影を色濃く残し、2008年には兵庫県の景観形成重要建造物になった西脇市立西脇小学校の校舎が取り壊されるかも知れないという危機を知り、建替えに反対、保存改修による使用を強力に提案。ノスタルジーからではなく、市民の文化の高さを誇る象徴としての建造物が存在するということを自慢できる。市民一人ひとりが誇りを持っていただきたいと発言。教育の場の経済至上主義、物質主義に警鐘を鳴らした。同校舎は映画「火垂るの墓」「人間失格」のロケにも使われている[6][17]。その結果、校舎3棟の保存が決まった[18]。
  - 日本宣伝賞山名賞受賞。
- 2015年 - 高松宮殿下記念世界文化賞絵画部門受賞。6月、西脇市商業連合会が、西脇市内在住者を対象とし、市内の主要な店舗で使用できる横尾のデザインによる「西脇Y字路お買い物券」を、3億円分発行[19]。
- 2016年 - 『言葉を離れる』で第32回講談社エッセイ賞受賞。
- 2018年 - 9月から翌年3月、西脇市岡之山美術館で特別展・「横尾忠則 西脇幻想」展開催予定[20]。メイン作品の制作日の8月29日に美術館職員が遅刻し制作できなかったため、9月18日に開催延期が発表された[21]。2019年9月-12月にかけて開催された『自我自損』展（エゴに固執すると損をするという意味）では、この"事件"を報じた朝日新聞の切り抜きを、Ý字路前にかざして見せるカリカチュアライズした作品などを展示した[4]。
- 2019年 - 9月14日-12月22日、横尾忠則現代美術館にて、横尾自身のキュレーションによる個展である『自我自損』展を開催。横尾自身のキュレーションによる横尾の個展は公立美術館では初の試みであった。タイトルの「自我自損」は、エゴに固執すると損をする、という意味の造語で、横尾の絶えざる自己否定、一貫したテーマである「自我からの解放」を背景とする[22]。
- 2020年
  - 4月1日、 『タマ、帰っておいで』（講談社）刊行。「愛猫への鎮魂歌（レクイエム）」として描いた画集。愛猫「タマ」が亡くなったその日から、魂を鎮めるために描いたタマの絵が91点収められて、折々に綴ったタマに関する文章や日記が多数掲載されている。発売2週間で重版となり、画集というジャンルとしては異例の速い売れを記録した[23][24]。
  - 10月1日、東京都名誉都民[25]。
- 2021年
  - 1月15日、愛知県美術館で企画展「GENKYO 横尾忠則　原郷から幻境へ、そして現況は？」が開催（4月11日まで）。同企画展は東海地方初の個展となる[26][27]。1月20日から2月27日まで品川区東品川のYUKIKOMIZUTANI GALLERYにおいて『TADANORI YOKOO SLIP OFF SLIP WITH MASK PORTRAIT』と題して東洲斎写楽の作品をモチーフにした油性浮世絵木版画の展覧会を開催、『摺れ摺れ草』シリーズ5点の作品を披露した。
- 2022年
  - 2月26日、紺綬褒章飾版、木杯一組受章[28]。
- 2023年
  - 3月1日、日本芸術院会員に任命[29]。
  - 11月、文化功労者[30]。

## 幼少期
2-3歳ころに、成瀬家から呉服商をしていた横尾家へ養子に行く。父（養父）は店を構えていたわけではなく、自転車の荷台に着物や反物を積み、料亭などに売り歩いていた。小学校に上がる前まで横尾は父のこの営業によく同行した。『想い出と現実の一致』は、この際の記憶を作品にしたものである。横尾が幼少期を過ごした西脇は綿織物（播州織）を特産としていたため、織物や反物は身近な存在であった。横尾のデザインや絵画の原典のひとつには、播州織の影響が指摘される。
小学2年生（西脇国民学校）の時、床掃除の指導が悪いとして担任の教師から級長を降ろされたり、授業中に窓から身を乗り出し飛行機を見たため、掃除道具入れに閉じ込められるなどする。

### 母の背で意識した死
- 2歳のある日、多可郡西脇町（現・西脇市）のはずれにあった実家の近くの橋（萩ヶ瀬橋[2]）が台風による氾濫で流され仮設の橋が架けられた。小さな板が打ち付けられているばかりの浮き橋で、父が自転車を押しながら安全を確認しながら進む後を母に背負われた横尾は河原から不安な気持ちで見つめていた。母の背中の温もりを通し、両親の心がそのまま大きな愛になって伝わるのを感じる。しかし、同時に死の観念に襲われる。この親子の関係がいつまでも続くはずがないという感覚だった。横尾は両親が50代になってもらわれてきた養子であったため、横尾の眼には2人ともひどく年寄りに見えた。このため、両親と自分の関係が長く続かないのではという漠然とした恐れがあった。また、川の氾濫によって田畑が流され滅びるという自然のもたらしたカタストロフィー（この場合、大災害の意）の匂いの中で破滅的な終末の兆しを感じとった。これが記憶に残るこの世で最初に見た光景である[3]。

- 3、4歳の頃、「自分はどこから来た人間なのだろう」としきりに考えるようになる。年老いた両親は果たして本当の親なのだろうか、と考えるが怖くて聞けなかった。母は、この横尾の不安に感づいたのかある日、試すような言い方で「ターちゃんは、橋の下でひろってきたんやで」と横尾の耳元でささやいた。横尾の耳の中でその言葉は何度も繰り返され、やがて棲みつくようになる。時空を超えたはるか遠い昔の出来事のように思えたが、誰かに捨てられたことに対しての悲しさはなく、甘酸っぱいロマンティックな物語の主人公になったような感覚があった。横尾には捨てられた場所は分かっていた。洪水で流された橋のずっと上流の橋の下だった。その橋は洪水で流され、原型をとどめていなくても間違いなくそこだという感覚があった。その後、横尾は両親と渡った橋と捨てられた橋の夢を何度も見るが、橋はいつも途中で途切れており、そこから先は細くて薄い板が1枚延びているだけだった。ただ、その先は別の世界につながっているという感覚だけがあった。それが後々まで映像として横尾の脳裏に残った[3]。

### 死は終わりではない
- 自分の故郷はもう一つ別のところにあって、懐かしい故郷からやってきて今ここにいるが、いつの日にか再びその故郷に戻るのではないかという漠然とした予感を抱くようになる。物思いにふけることが好きで、外に飛び出し流れ星を待つと、いつもそれはすぐにやってきた。流れ星は懐かしい故郷の記憶を運んでくるように思え、この予感は毎日のように繰り返され、記憶の中で強まっていく。母に家の近くの坂上の地蔵堂によく連れていかれたが、母は涎掛けを縫っては地蔵に掛けるのだった。横尾の記憶の中でその地蔵は自分自身になっていた。石になって動かない僕の遺骸に母は弔いの気持ちを込めて涎掛けを賭け続けるのだ。あるいは、僕は赤子で生命力にはあふれているが無力なので、ひたすら母は愛情を授けているのかもしれない、と横尾は感じていた。地蔵は生と死を兼ね備えると同時にはるか遠くの昔の世界につながっていく[3]。

### ガタロウと白昼夢
- 子供の頃、大阪の河内に住んでいた父は、横尾に沼でガタロウ（河童）に引き込まれて死にそうになった話をよくした。泳ぎがさして上手でない父はその沼を犬掻きで泳いでいたところ、いきなり強烈な勢いで足を引っ張られ水中に没した。もがきながら暗い水中で目を開けると緑色のガタロウがいた。横尾はその話しを何度も思い出すのだが、その沼がなぜか横尾自身が通っていた小学校の裏にある鬱蒼たる樹木に囲まれた小さな池になってしまう。父の話を思い出しながら変だなとふと顔を起こすと、父は横尾が捨てられた橋の下のごつごつした岩の上に座り、ガタロウの話をしている。そのうちに、父がいつの間にか実父に変っており、実父が釣りをしている風景が見える。横尾は、これは白昼夢なのだと気付いた[3]。

### 賽の河原と閻魔大王
- 子供の頃、怖かった話に賽の河原の物語と閻魔大王がある。横尾はこれらの話を聞いて死後の世界の存在を信じるようになる。閻魔大王を本気で怖れ、そのためか20歳で結婚するまで童貞であった。ただし成人後は閻魔大王と眼も合わせられないようなことを多くしたため、ある程度の覚悟をし、その時の恐れを少しでも緩和するために、ときどき人生を振り返りつつ反省することとなったと著書に記している[3]。

### 亀との再会
小川で捕った亀の腹に「タダノリ」と彫り、放流したが、その2-3年後に下戸田で奇跡的に再会。父親と喜び合う。

## 少年期・青年期
- 中学校の帰り道、蓬莱橋近くの文化堂書店（廃業）にて、南洋一郎著・鈴木御水画の『片目の黄金獅子』の装飾的かつ美麗な装丁に目を奪われる[2]。
- 「日の出湯」という銭湯に通ったが、浴場に描かれた富士山と帆掛け船の壁画と番台越しにちらっと見える女湯の友達の姿に胸を高鳴らす[2]。
- 大学進学を決意した塾の帰り道、童子山付近の商工会議所の上空数10ｍの位置に洗面器大のオレンジ色の光体（UFO）を友人らと目撃[2]。

## 休養宣言

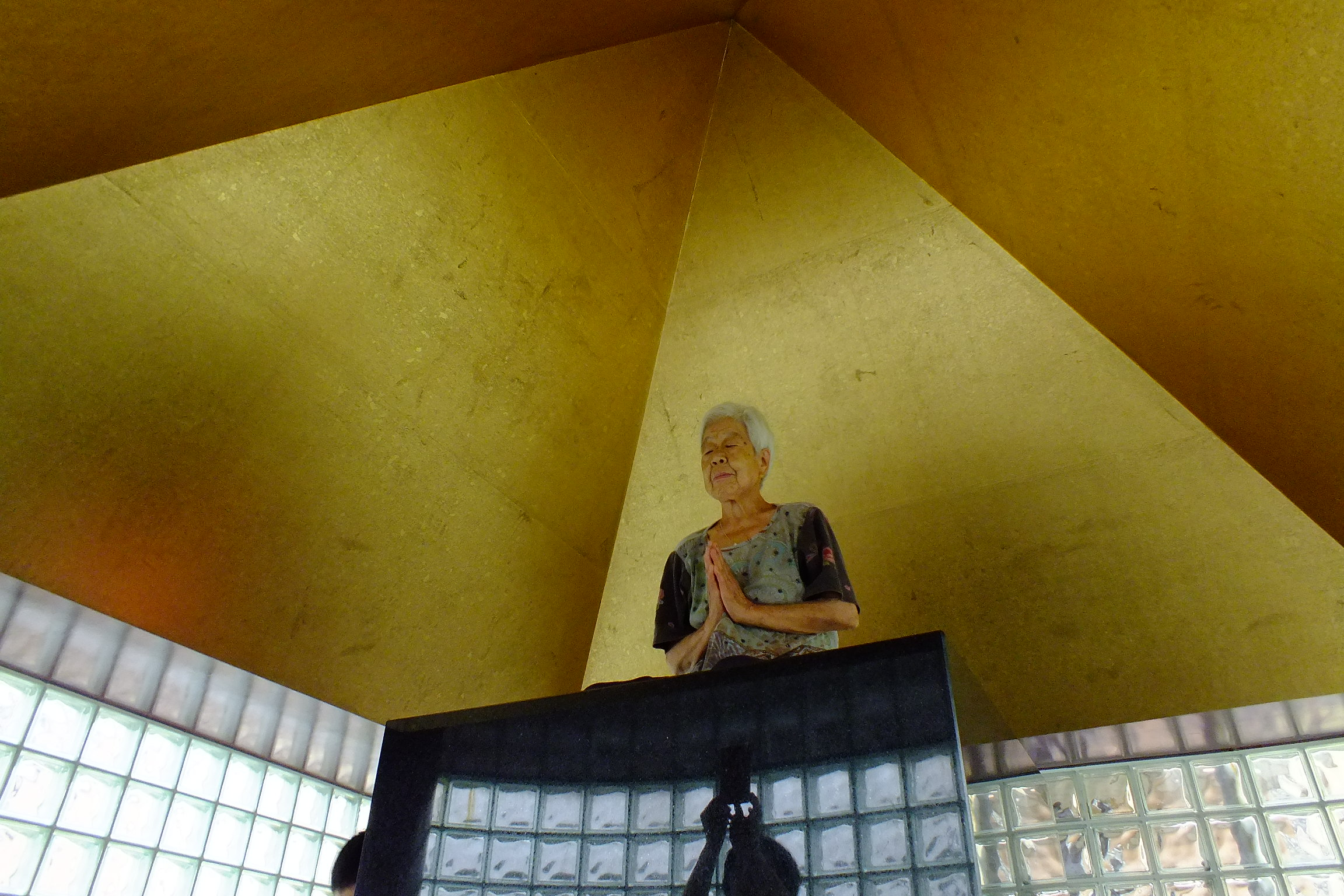
ピラミッドパワーを体感できる岡之山美術館・瞑想室。

- 1970年1月、タクシー乗車中の交通事故で生まれて初めての入院生活を経験。これを機に1-2年間の休業宣言を行う。この間も全作品展の開催やエッセイの連載、写真や小説などの新分野への進出を行っており、仕事をやめていたわけではない。横尾の休業宣言は、大阪万博のこの年、「人類の進歩と調和」のスローガンに浮かれていた世間に対する尖鋭的な表現でありえたし、1960年代以降の横尾の反体制的指向を象徴する出来事として受けとめられた。しかし9月には原因不明の足の痛みによって2度目の入院を余儀なくされ、ほとんど歩行不可となってしまう。深刻な病状に高倉健や浅丘ルリ子らも見舞いに訪れる。そんな中にあって、三島由紀夫だけが横尾に対し仕事をするように激しく叱咤激励した。三島が横尾に何としても仕上げさせたかったのが、細江英公の三島の写真集『新輯薔薇刑』の装幀（90頁）であり、篠山紀信撮影による写真集『男の死』の撮影であった。三島は自分の撮影を終えており、しきりに横尾に催促した。同年の後の三島の自決によって、横尾は大きな衝撃を受けその後も横尾の心を捉え続けることになる。三島の姿やイメージはのちの横尾の作品中にいく度となく登場する。写真集『男の死』は、その後封印されたままとなった[5]。

## 画家宣言

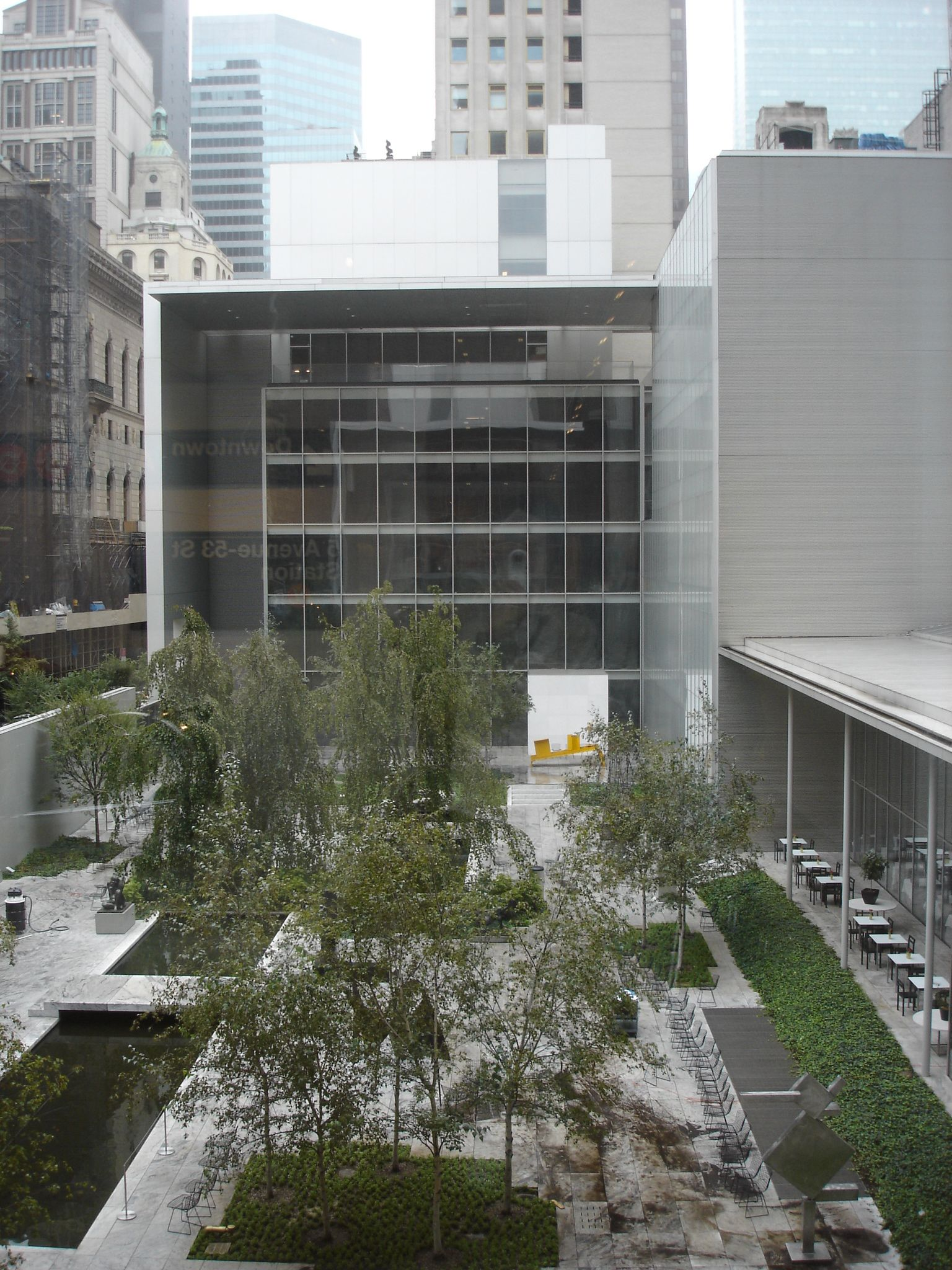
ニューヨーク近代美術館での「ピカソ展」は横尾をグラフィックデザイナーから画家へと大きく転身させる。

転身のきっかけはニューヨーク近代美術館での「ピカソ展」であった。横尾自身、旅行前までまったく考えなかったことだが、美術館の入り口をくぐる際にはグラフィックデザイナーであった横尾は2時間後の出口に立った時には、「まるで豚がハムの加工商品になって工場の出口から出てくるように僕は『画家』になっていた」（横尾自身の言葉）のである。画家宣言がいつどこで行われたかは不明だが、1981年の個展を記事にしたマスコミによって「死亡宣言」や「休業宣言」に続く事件として扱われたようだ。身動きも取れないほどの混雑したピカソ展で遅々として進みながら横尾の中では、ピカソの芸術と人生に吸収されるように意識の統合が起こり始め、自己の想いや感情に忠実に従う無垢さと正直さに自分自身の欺瞞性。あるいは心のガードの固さをいやというほど見せつけられるとともに言いようのない解放感に恍惚としたという。難波英夫は、横尾はあの日の「ピカソ展」にインスパイアされ、自分の本能に目覚めたと述べている。

## 作家論・業績

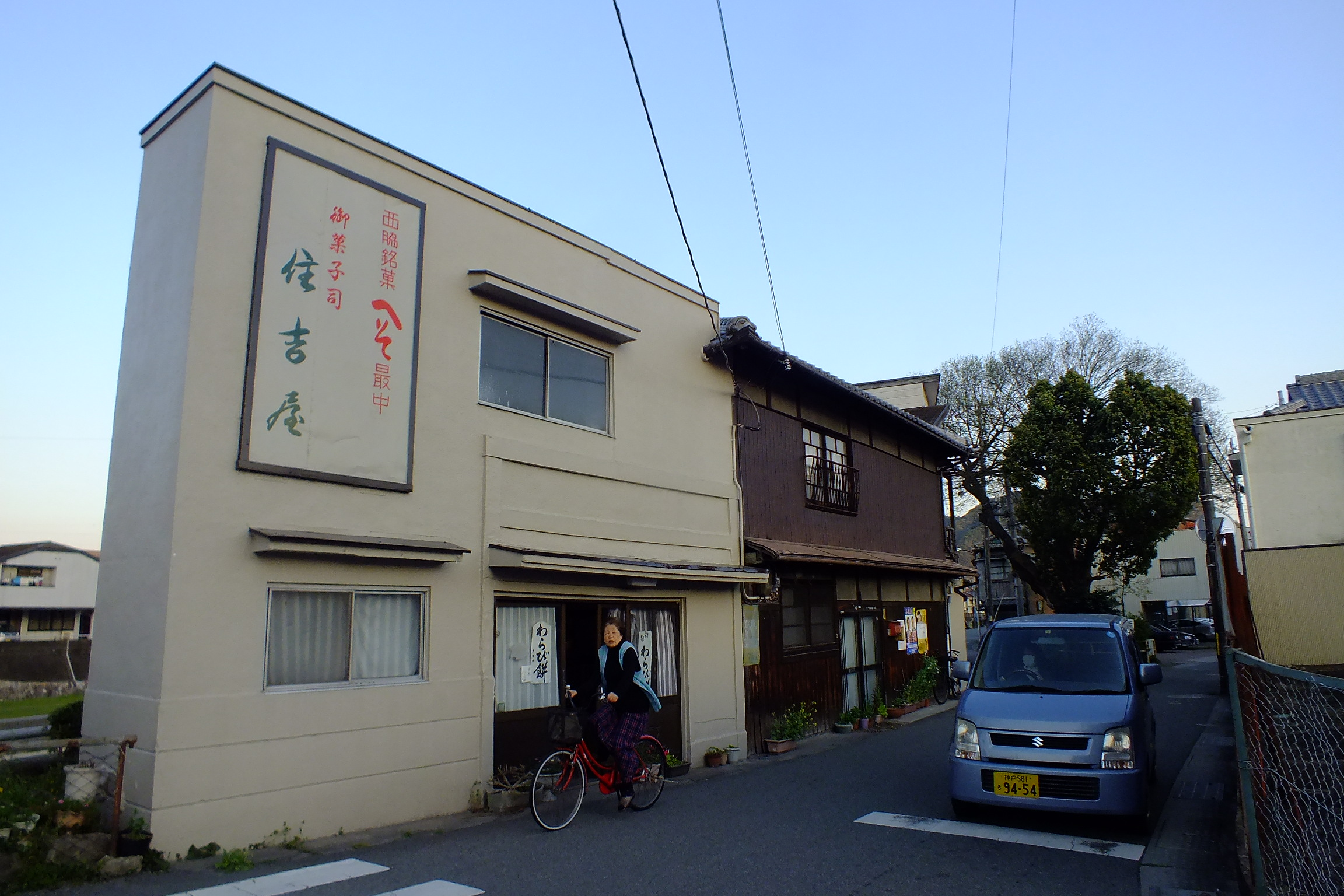
住吉屋（西脇銘菓へそ最中） - 包装紙が横尾忠則デザインによる。1999年12月6日横尾が来店し、「包装紙48年間使っていただいて感謝」の色紙を残す。その後も何度か訪問している。

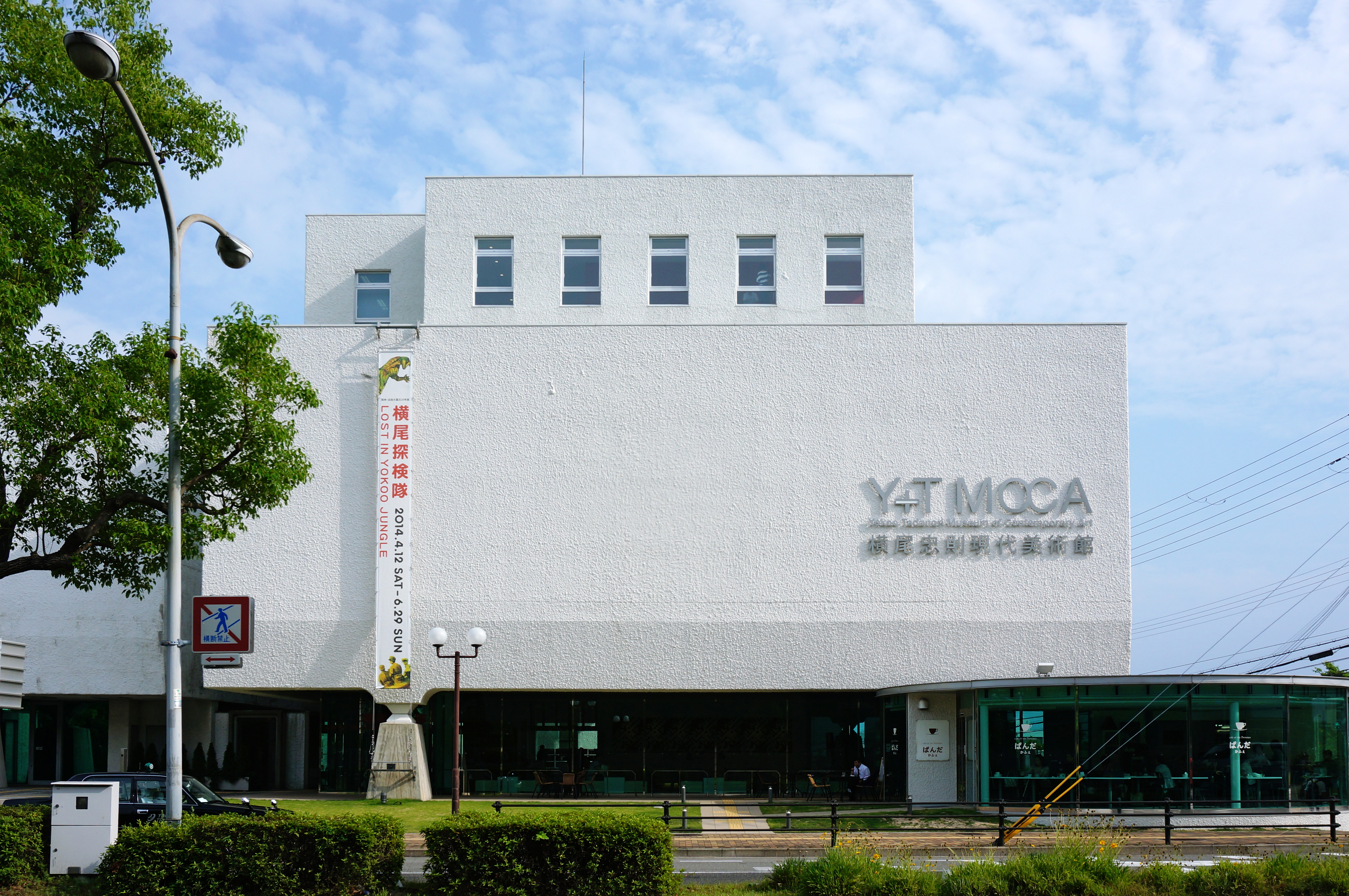
横尾の個人美術館である横尾忠則現代美術館（神戸市、2012年開館）

幅広い作風でジャンルを超えて活動。油絵、オフセット印刷、テクナメーションや立体など技法は多様である。また先行する作品を引用や模写の形で作品に取り入れることも多い。絵を描くことを愛だと表現し、理論や状況分析によって制作する立場はとらない。また、興味をもった対象は膨大な量をコレクションする。それは作品のモチーフになり、時に引用される。1980年代後半から滝を描き続けたときは膨大な滝のポストカードを収集し、コレクション自体も作品化した。2000年からの「暗夜光路」シリーズでは、故郷・西脇市で幼少時によく通った模型店付近にあるY字路を集中して描いた。
何度もインドを訪れている。宇宙人や霊的な存在についての言及もあり作品の評価の際にも関連が指摘される。本人も霊感が強く、心霊と会話することが出来ると言う。きっかけは1970年代に宇宙人に、首のところへ送受信装置を埋め込まれ、それにより霊界との交信が可能になったという（『大霊界〜丹波哲郎の世界』の対談より）。それらに関するいくつかの著書も出している。
メディア型美術家と評されるほど、各種メディアへの登場頻度が高い。自身の公式サイトにて発表している、ひと言風の日記「YOKOO'S VISION（横尾忠則 昨夜・今日・明日）」は更新頻度も高く、訪問数も高い。
『週刊少年マガジン』の表紙や、マイルス・デイビスのアルバム『アガルタ』、1974年 オノヨーコと虹のワンステップフェスティバルの大ポスターはほとんどの駅に張り出された、サンタナのアルバム『ロータスの伝説』『アミーゴ』などのジャケット、1979年貴ノ花・1981年千代の富士の化粧廻し、宝塚歌劇団の
フェス手ポスター、マツダ・コスモスポーツの海外向けカタログなどもデザインしている。
また、多くの異なるジャンルの作家と交流を持ち、共同で仕事をしている。岡本太郎、谷内六郎、高倉健、三島由紀夫らを敬愛している。
2005年、資生堂が3月に発売した発毛促進剤「薬用アデノゲン」のテレビコマーシャルに対し、「アイデアやコンセプトが私の作品と類似している。広告の作り手の主体性とモラルを問いたい」と抗議。直後に資生堂はCMの放映をやめた。類似していると指摘した横尾自身の作品とは、鏡面床の空間に大量の滝のポストカードをビニールに差込み、壁面3面に展示するものであった。この件に関して、
1. アンディ・ウォーホル、荒木経惟など、数多くの芸術家が実践してきた手法であり、インスタレーションの手法としては一般的である。
2. 1990年の「GOKAN」というエキジビションで、テレビCMを手がけたタナカノリユキは、底を鏡面にした作品をすでに発表している。
3. 横尾は滝のポストカードだったのに対して、CMは商品対象になる人物たちのモノクロ顔写真である。

などのことから、模倣という指摘に疑問をもつ声も挙がっている。また、タナカノリユキは模倣を否定している。

## 交友関係

### 三宅一生との関係
三宅一生との出会いは1975年の篠山紀信の写真展「家」の会場だった。パリ・コレクションの出品作に横尾のポスターをプリントするという着想を得た三宅が「家」のオープニング会場で横尾を待ち伏せし、使用許可を申し出、横尾はこれを受け入れた。横尾は特にイタリアのコモで行われる布帛の抜染というプリントの技法に興味を示した。後に横尾は「生地って歪むんだね」と真顔でつぶやき服飾関係者の爆笑を買う。が、後に三宅にとってこの言葉は次第に重みを増してくる。歪むことで美の可能性を美術の制度的規範で束縛された美の空間的概念とは異なる創造的ヒントを横尾は直感した。一方、三宅は横尾作品のプリント生地を制作したものの、その布地を裁断できなくなってしまう。ここから三宅は新たなるファッションのコンセプトを開拓してゆく。さらに、横尾が描いたポスターがプリントされた1枚の布を使い三宅が仕立てた服をモデルが着こなすという重層的な段階を経て絵（服）は一瞬たりとも同じであることはできない歪みの源泉となった。ここに歪みの美しさと創造性が新たに示されることとなる。

### 田村正和との関係
田村正和とは1973年に横尾が舞台『眠狂四郎』の美術監修をして以来の付き合いで、自宅が近所であったため、散歩中に遭遇し、田村が横尾のアトリエに遊びに来たり、横尾が田村の自宅を訪れたりすることがあった。また横尾は、1973年に発売された柴田錬三郎の小説『眠狂四郎無頼控 柴田錬三郎自選時代劇小説全集』の眠狂四郎に扮した田村のイラスト、1976年8月号『話の特集』表紙、眠狂四郎に扮した田村のイラストを描いた。

## ラッピング電車
2004年12月から2012年11月まで、加古川から丹波市谷川に至り途中西脇を通過するJR加古川線では、横尾の絵で車体を包み込むラッピング電車が公開された。主題は5種類あり、複数のバリエーションも存在した。「ターザン」と「三島由紀夫」をモチーフにしたものもあったが、経費不足とJR福知山線脱線事故を連想させる内容が含まれているとされ、採用は見送られた。
- 第1の主題 - 「見る見る速い」

鮮やかな色彩の正方形の組み合わせの下地に無数の眼が浮かび上がる図柄。電車の模様は見る人の目を楽しませるものだという常識に反抗し、人間が電車から見られる。妖怪「百目」や「目目蓮」にも似たものであった。
- 第2の主題 - 「銀河の旅」

円形に輝く多くの星の光がモチーフになっており、輝きの内部にさらに無数の輝きがあり多元的宇宙構造を描き出している。
- 第3の主題 - 「滝の音、電車の音」

5つの主題の中では最も自由で大胆なデザイン。横尾が偏愛する滝の風景と電車の音の照応が斬新な効果を生む。
- 第4の主題 - 「走れ！Y字路」

暗い色調のY字路の絵柄は、田園地帯の明るい直線の多い加古川線では激しいコントラストを生み、遠くから眺めると蒸気機関車の疾走にも見える。
- 第5の主題 - 「ターザン」

横尾が得意とするポップアート的作風で、咆哮する野生児的な美青年が、サイズや色を変え反復される。バリエーションに散水用のホースを咥えた『薔薇刑』の三島由紀夫の図柄もある。「ターザン」はJR福知山線脱線事故を連想させる内容が含まれているとされたため、採用は見送られた。

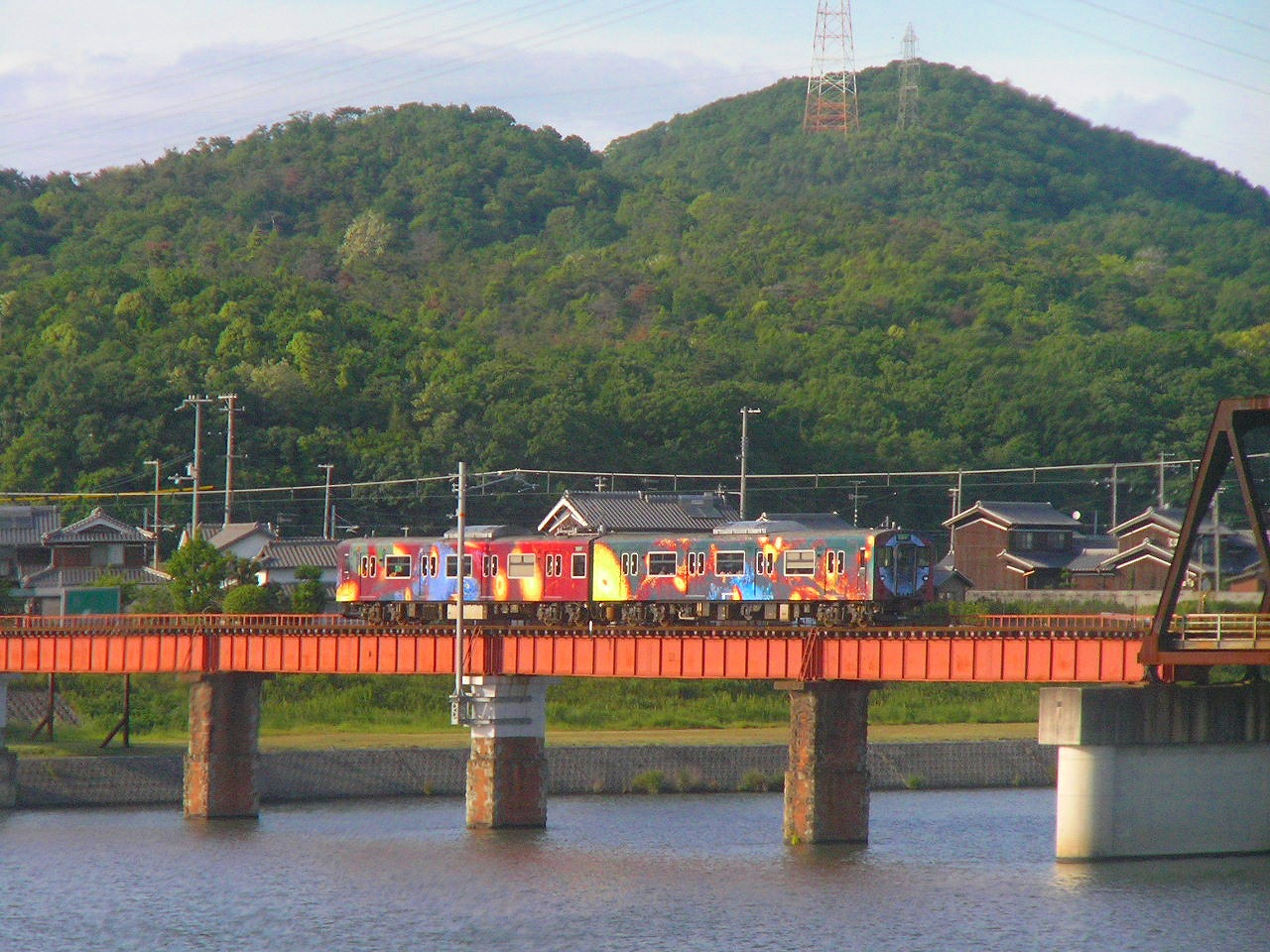
横尾忠則デザインの加古川線のラッピングカー
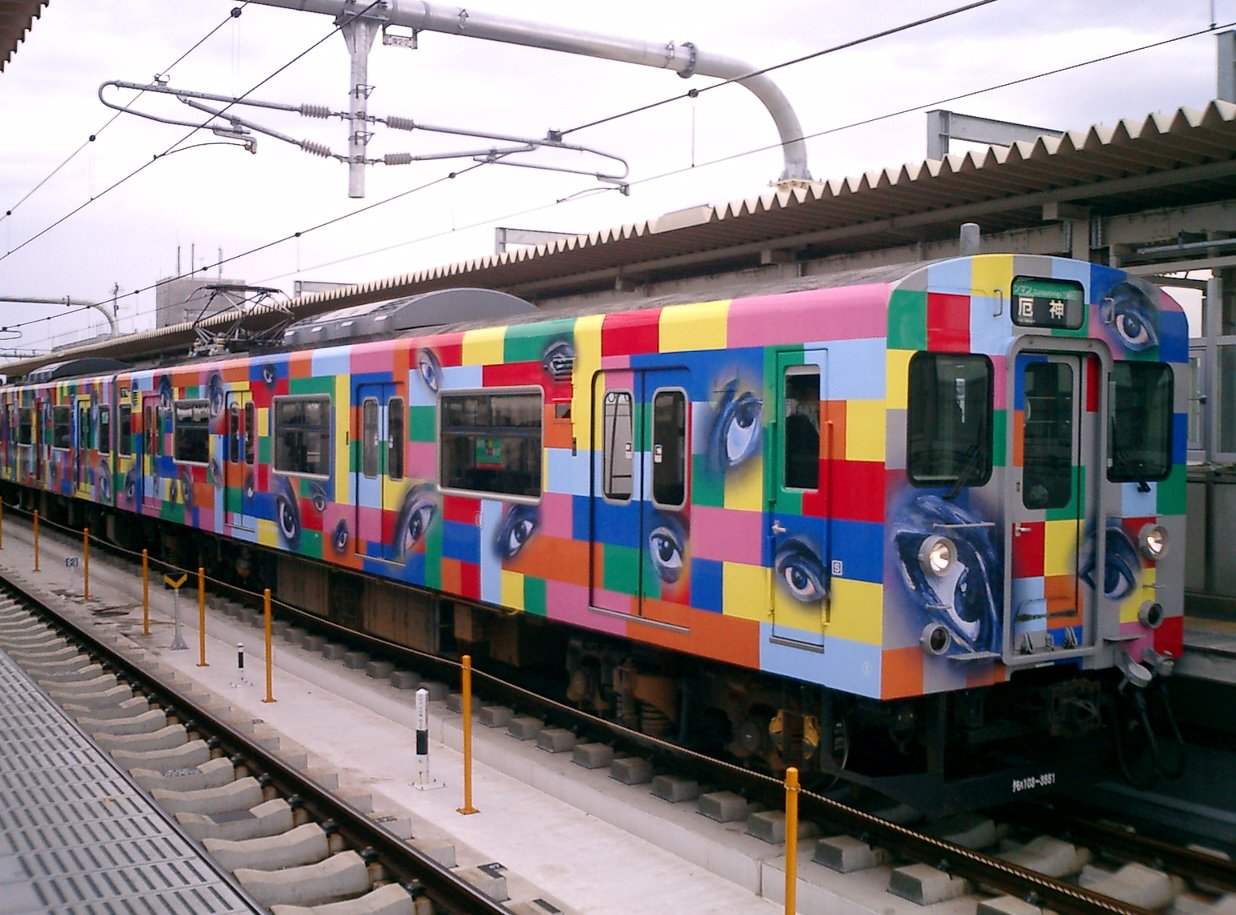
ラッピング電車 第1の主題「見る見る速い」
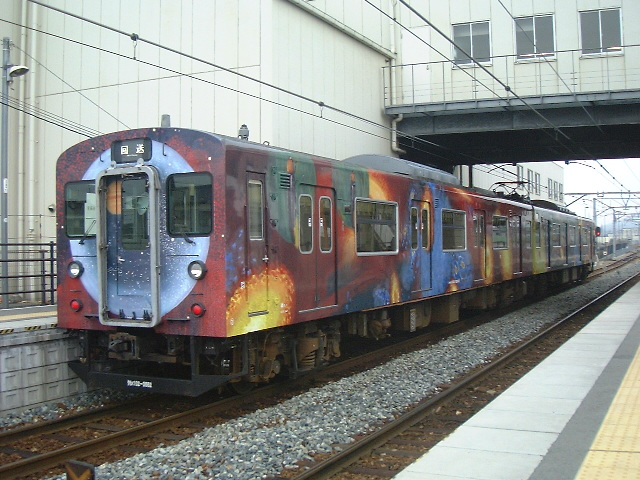
ラッピング電車 第2の主題「銀河の旅」
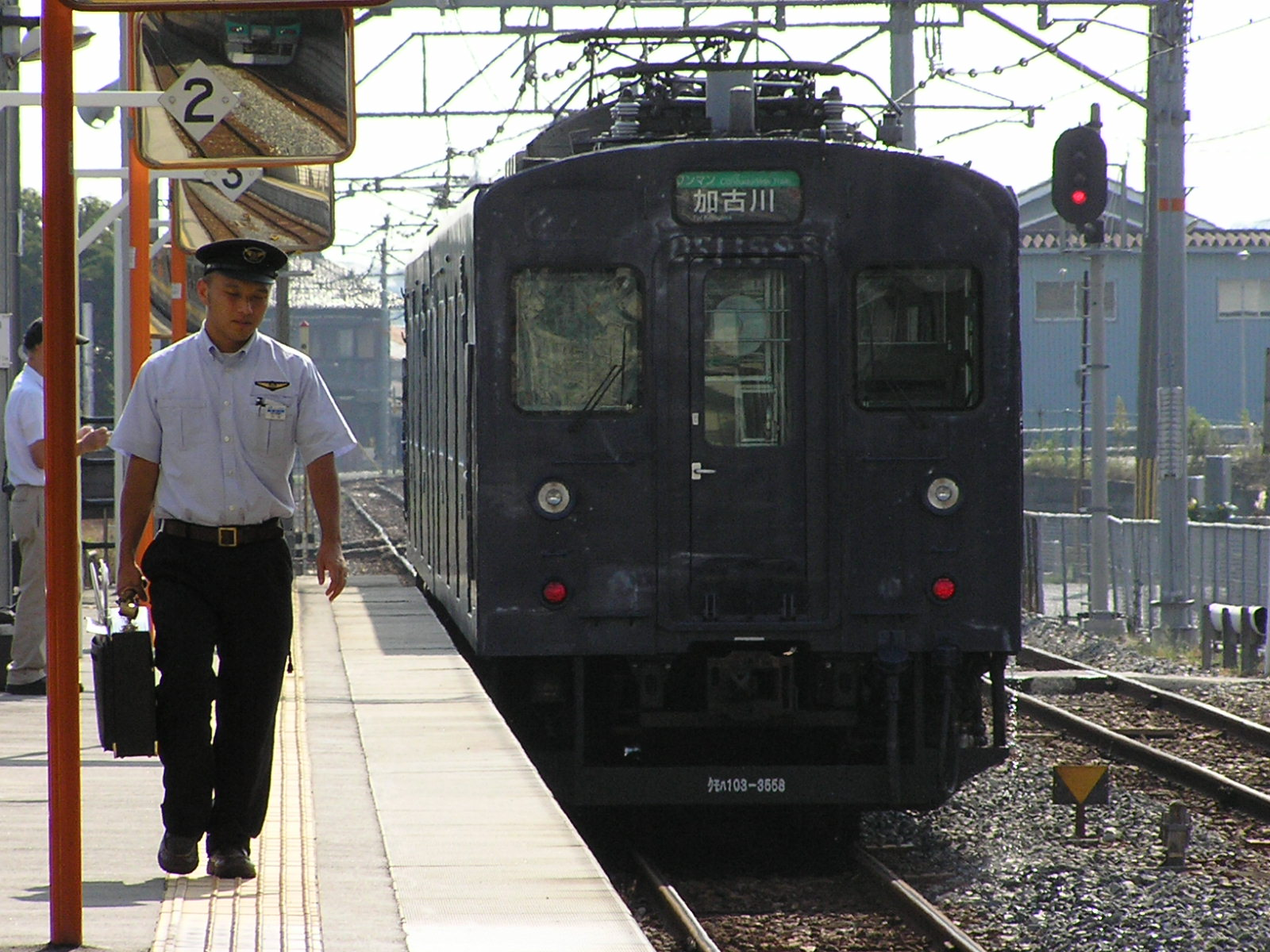
ラッピング電車 第4の主題 「走れ！Y字路」（正面）
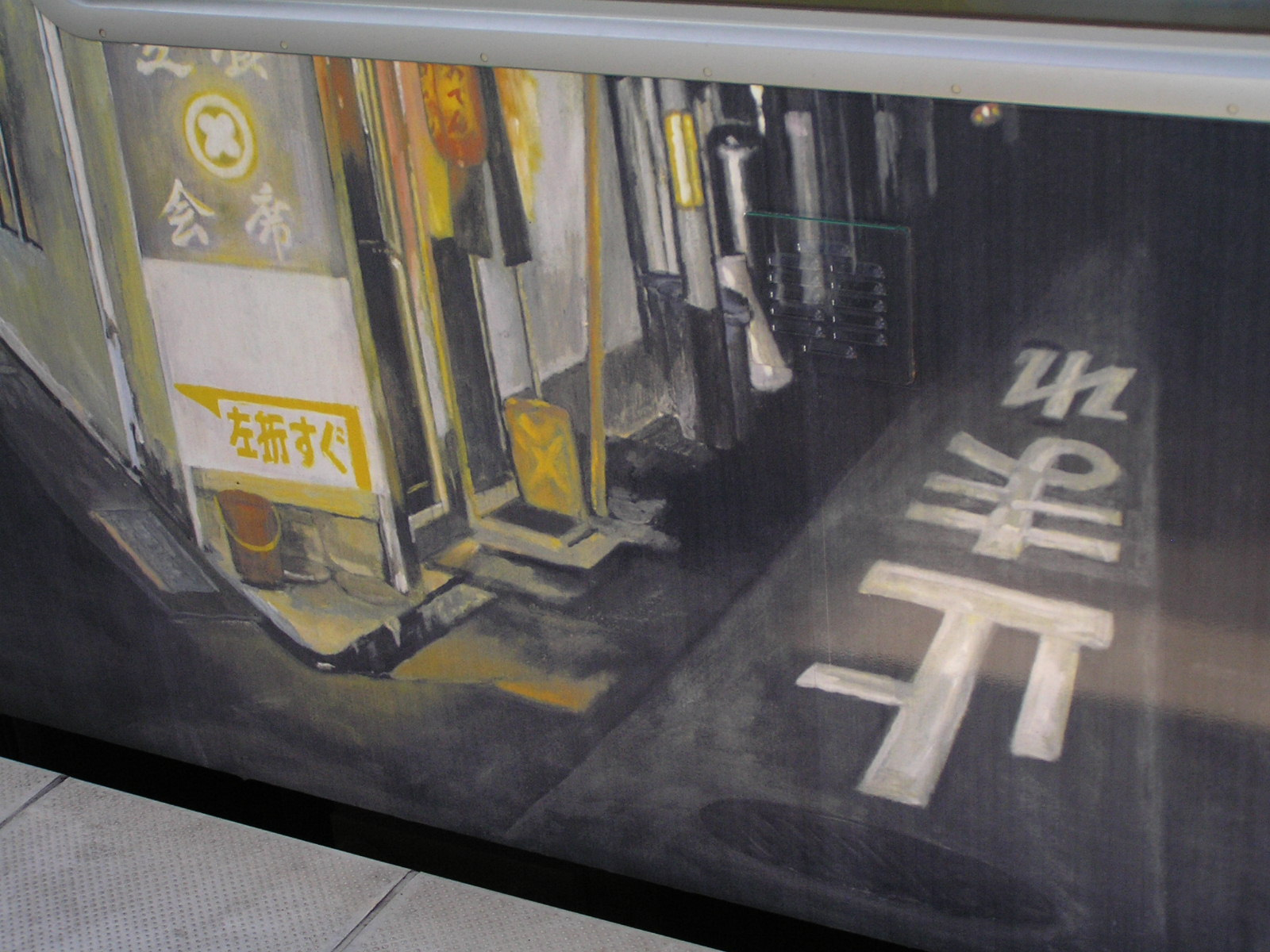
ラッピング電車 第4の主題 「走れ！Y字路」（横）

## 語録・発言
- 人間が肉体を持ってこの世に生まれてくる意味と目的は、解脱のチャンスが与えられているということを認識させるためかもしれない。でなければ霊界に行ってもすぐにこちらに戻されて、何度でも寸善尺魔の現界での人生を経験させられることになる[3]。
- 死後の世界を怖れながらビクビク生きるほど情けない生き方はないが、あちらの世界が本体であることが分かれば、生き方も変わる[3]。
- 人類が死後の世界の存在を認めた時に人類の意識は飛躍的に進化するだろう[3]。

## 主な作品

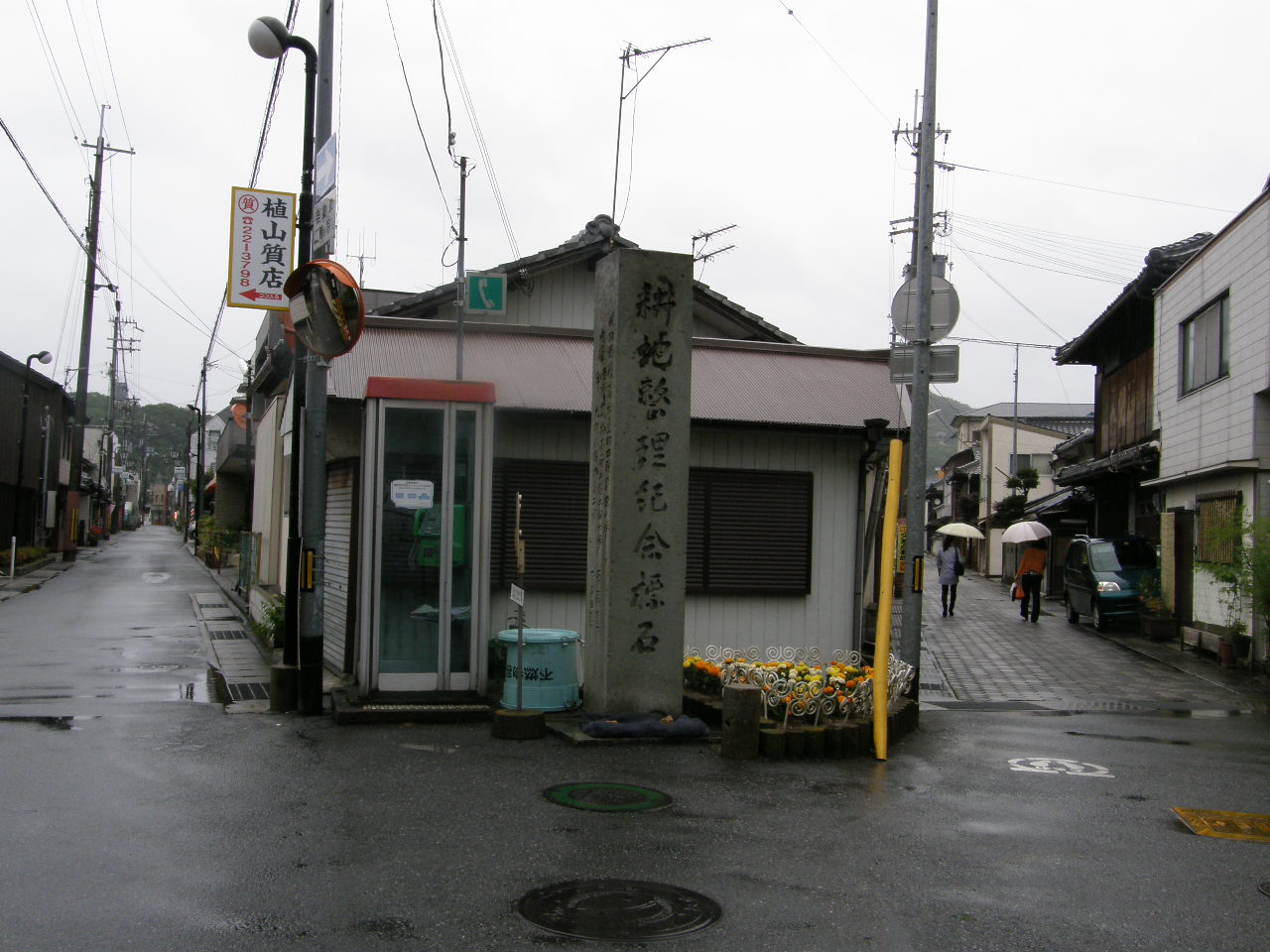
横尾が描いたY字路『暗夜光路N市－Ⅱ』（西脇市・日の出精肉店北）画集『タマ、帰っておいで』のP45にタマとこのY字路のコラージュ作品が掲載されている

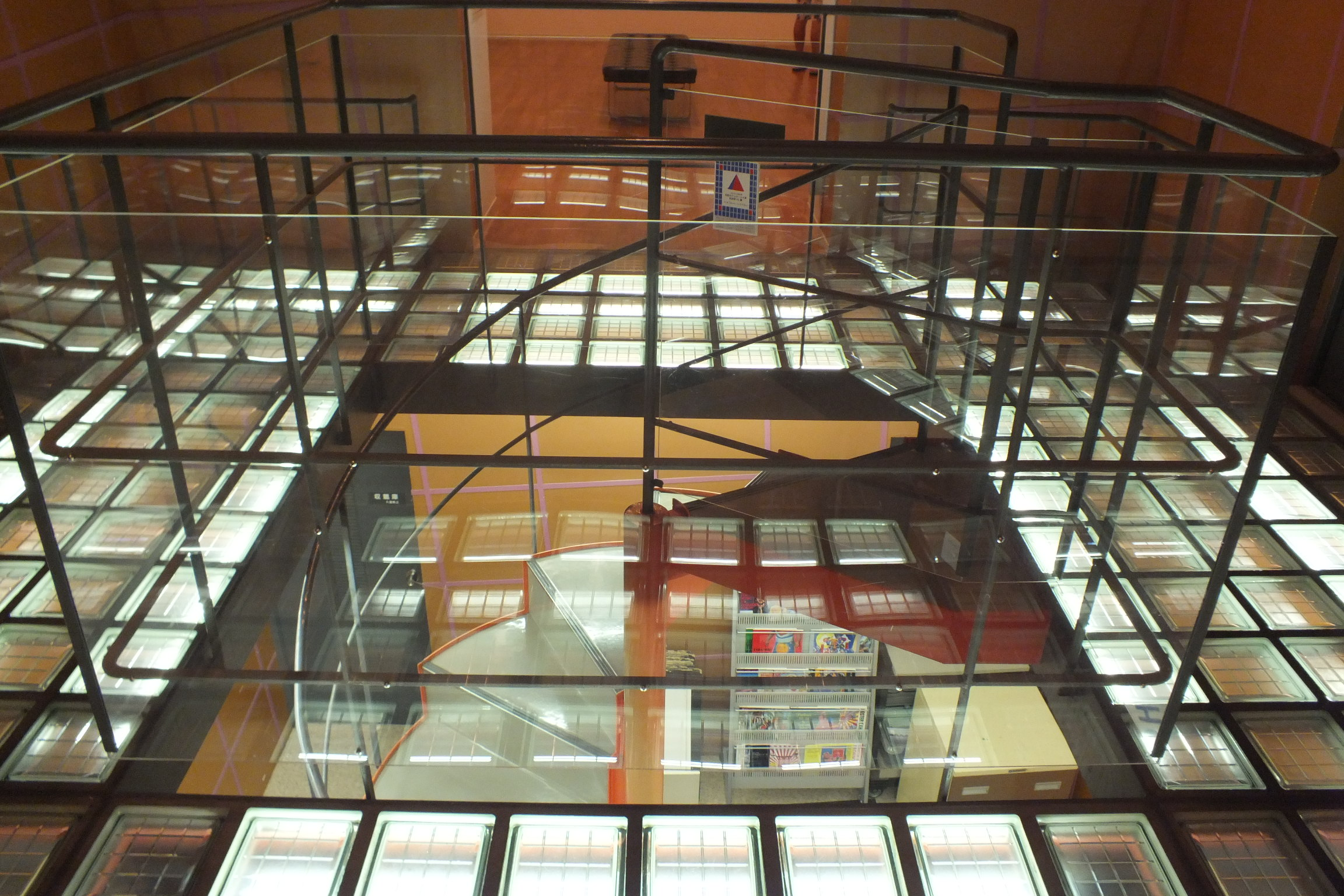
岡之山美術館

- 『腰巻お仙』（1966年）京都国立近代美術館

　　唐十郎の状況劇場のために制作。世界のポスター展「World & Image」で60年代を代表する作品に選出。
- 『万博太陽』（日本万国博の楽しい会場より） （1967年）国立国際美術館
- 『万博　空』（日本万国博の楽しい会場より） （1967年）国立国際美術館
- 『動く道路』（日本万国博の楽しい会場より） （1967年）国立国際美術館
- 『万博　ふんすい』（日本万国博の楽しい会場より）（1967年）国立国際美術館
- 『夢を売る妖精たち』（1967年）京都国立近代美術館
- 『葬列 II』（1969/85年）東京国立近代美術館
- 『せんい館』（1970年）日本万国博覧会
- 『振動』（1987年）兵庫県立美術館
- 『ROGER AND ANGELICA 19』 兵庫県公館
- 『眼のある電車』（2004年）JR加古川線で運行。マイクロエースがNゲージ鉄道模型として発売。
- 『戦後』（1986年）原美術館　額装は磯崎新によるもの。
- ザ・ハプニングス・フォー『あなたが欲しい』（シングル）ジャケットイラスト（1967年）
- 浅丘ルリ子『心の裏窓』ジャケットイラスト（1969年）
- 一柳慧・横尾忠則 アルバム『一柳慧作曲 オペラ横尾忠則を歌う』（1969年）
- 藤純子 アルバム『緋牡丹博徒』ジャケットイラスト（1970年）
- サンタナ アルバム『Lotus/ロータスの伝説』ジャケットイラスト（1974年）
- 遠藤賢司 アルバム『KENJI』ジャケットイラスト（1974年）
- マイルス・デイヴィス アルバム『Agharta/アガルタ』ジャケットイラスト（1975年）
- サンタナ アルバム『Amigos/アミーゴ』ジャケットイラスト（1977年）
- ムー一族『ムー一族 オリジナルサウンドトラック盤』ジャケットイラスト（1977年）
- 山口百恵 アルバム『COSMOS MOMOE』ジャケットイラスト（1978年）
- 冨田勲 アルバム『バミューダ・トライアングル』ジャケットイラスト（1978年）
- 横尾忠則・細野晴臣 アルバム『COCHIN MOON (コチンの月) 』ジャケットイラスト（1978年）
- 新津章夫 アルバム『I・O（イ・オ）』ジャケットイラスト（1978年）
- 平野威馬雄 監修 アルバム『衝撃のUFO』ジャケットイラスト（1978年）
- 郷ひろみ アルバム『スーパー・ドライブ』ジャケットイラスト（1979年）
- 遠藤賢司アルバム『東京ワッショイ』ジャケットイラスト（1979年）
- ゲオルク・ショルティ指揮、ロンドン交響楽団 アルバム ホルスト『惑星』ジャケットイラスト（1979年）
- 山口百恵 アルバム『不死鳥伝説』ジャケットイラスト（1980年）
- 伊藤銀次 アルバム『BABY BLUE』ジャケットイラスト（1982年）
- 井上鑑 アルバム『架空庭園論』ジャケットイラスト（1985年）
- 林英哲 アルバム『風の使者』ジャケットイラスト（1987年）
- 桃井かおり アルバム『おもしろ遊戯』ジャケットイラスト（1991年）
- LOUDNESS アルバム『LOUDNESS』ジャケットイラスト（1992年）
- 松任谷由実 アルバム『THE DANCING SUN』ジャケットイラスト（1994年）
- NHK大河ドラマ『いだてん〜東京オリムピック噺〜』題字（2019年）
- GLAY シングル『G4・2020』ジャケットイラスト（2020年）
- 『摺れ摺れ草』全10点 浮世絵木版画 ※「三代目佐野川市松の祇園町の白人おなよと市川富右衛門の蟹坂藤馬」、「初代中山富三郎の松下造酒之進娘宮ぎの」、「存代目大谷鬼奴の江戸兵衛」など 版元はUKIYOE STUDIO（中央区佃）

## 著作
- 『横尾忠則遺作集』粟津潔編、学芸書林、1968
- 『一米七〇糎のブルース　横尾忠則日記』新書館 1969  のち角川文庫
- 『未完への脱走』講談社 1970 のち文庫
- 『現代版画 横尾忠則集』筑摩書房 1971
- 『横尾忠則全集』講談社、1971／復刻版・国書刊行会 2025
- 『PUSH』講談社 1972
- 『暗中模索中』河出書房新社 1973
- 『なぜぼくはここにいるのか』講談社 1976  のち文庫
- 『超私的横尾忠則マガジン』平凡社
- 『インドへ』文藝春秋、1977　のちに文庫
- 『方舟から一羽の鳩が』講談社 1977
- 『我が坐禅修行記』講談社 1978 のち文庫、「坐禅は心の安楽死 ぼくの坐禅修行記」平凡社ライブラリー
- 『彼岸に往ける者よ』文藝春秋 1978 「地球の果てまでつれてって」文庫
- 『私の夢日記』角川書店 1979 のち文庫
- 『アクエリアス時代の子 音楽的制覇』深夜叢書社 1979
- 『UFO革命』晶文社 1979 「私と直観と宇宙人」文春文庫
- 『昨日のぼく今日のぼく』講談社 1980
- 『宇宙瞑想 対話集』平河出版社 1980 「今、生きる秘訣」光文社文庫
- 『8時起床、晴。今日はいいことがありそうだ』佼成出版社 1980
- 『創作の源泉』現代研究会 1980
- 『魔術師』PARCO出版局 1985
- 『横尾忠則の画家の日記 1980-1987』アートダイジェスト 1987　「いわゆる画家宣言」「365日の自画像」ちくま文庫
- 『横尾忠則の版画』講談社 1990
- 『竜の器』PARCO出版局 1990
- 『源氏絵語』飛鳥新社、1991
- 『芸術は恋愛だ』PHP研究所　1992　「ぼくは閃きを味方に生きてきた」光文社文庫
- 『導かれて、旅』JTB日本交通公社出版事業局 1992 のち文春文庫
- 『見えるものと観えないもの 横尾忠則対話録』筑摩書房 1992　のち文庫
- 『うろつき夜太 絵草紙』集英社文庫 1992
- 『ARTのパワースポット』筑摩書房 1993　のち文庫
- 『横尾少年 横尾忠則昭和少年時代』角川書店 1994
- 『天と地は相似形』日本放送出版協会 1994
- 『電脳カーニバル』平凡社 1994
- 『横尾忠則日記人生 1982〜1995』マドラ出版 1995
- 『三日月旅行』翔泳社 1995
- 『横尾忠則自伝　「私」という物語 1960〜1984』文藝春秋 1995
  - 『波乱へ！！　横尾忠則自伝』文春文庫　1998
  - 『ぼくなりの遊び方、行き方　横尾忠則自伝』ちくま文庫　2015
- 『滝狂 横尾忠則collection中毒』新潮社 1996
- 『横尾忠則全絵画』平凡社 1996
- 『家族狂 横尾忠則collection中毒』新潮社 1996
- 『名画感応術 神の贈り物を歓ぶ』光文社文庫 1997
- 『東京見おさめレクイエム』朝日新聞社 1997　のち光文社知恵の森文庫
- 『夢枕 夢絵日記』日本放送出版協会 1998
- 『死の向こうへ』PHP研究所 1998
- 『涅槃境』新潮社 1998
- 『大有』作品社 1998
- 『異路倫』作品社 1998
- 『横尾忠則の仕事と周辺 ニューヨーク→チェコ駆け足旅行記』六耀社 1999
- 『晴のち晴』小学館、2000
- 『コブナ少年―十代の物語―』文藝春秋、2001　のち文春文庫
- 『名画裸婦感応術』光文社知恵の森文庫 2001
- 『芸術ウソつかない 横尾忠則対談集』平凡社 2001　のちちくま文庫
- 『赤の魔笛』朝日新聞社 2001
- 『横尾流現代美術 私の謎を解き明かす』平凡社新書　2002
- 『捨てるvs拾う―私の肯定条件と否定的条件―』日本放送出版協会、2003
- 『Y字路』東方出版 2006
- 『病の神様 横尾忠則の超・病気克服術』文藝春秋 2006
- 『悩みも迷いも若者の特技だと思えば気にすることないですよ。皆そうして大人になっていくわけだから。ぼくなんかも悩みと迷いの天才だったですよ。悩みも迷いもないところには進歩もないと思って好きな仕事なら何でもいい。見つけてやって下さい。』勉誠出版 2007[注 2]
- 『ぶるうらんど』文藝春秋、2008　のち中公文庫
- 『人工庭園』文藝春秋、2008
- 『温泉主義』新潮社、2008
- 『隠居宣言』平凡社新書、2008
- 『横尾忠則』画境の本懐 河出書房新社 2008
- 『未完の横尾忠則 君のものは僕のもの、僕のものは僕のもの』美術出版社 2009
- 『東京Y字路』写真 国書刊行会 2009
- 『ポルト・リガトの館』文藝春秋、2010
- 『猫背の目線』日経プレミアシリーズ 2010
- 『ツイッター、その雑念のゴミばこ』角川書店 2011
- 『日本の作家222』日本経済新聞出版社 2013
- 『絵画の向こう側・ぼくの内側-未完への旅』岩波現代全書、2014
- 『横尾忠則の地底旅行』国書刊行会、2014
- 『横尾忠則全Y字路』岩波書店、2015
- 『言葉を離れる』青土社、2015
- 『横尾忠則 千夜一夜日記』日本経済新聞出版社、2016
- 『死なないつもり』ポプラ新書、2016
- 『本を読むのが苦手な 僕はこんなふうに本を読んできた』光文社新書、2017。新聞書評
- 『病気のご利益』ポプラ新書、2020
- 『タマ、帰っておいで』講談社、2020
- 『時々、死んだふり』ポプラ新書、2023
- 『死後を生きる生き方』集英社新書、2023
- 『老いと創造　朦朧人生相談』講談社現代新書、2023
- 『横尾忠則 2017-2025 書評集』光文社新書、2025。新聞書評

他にも多数刊行

### 共著編
- 『ミルトン・グレイサー』編 誠文堂新光社 1969
- 『憂魂、高倉健』編 都市出版社 1971
- 『妖星伝』装幀 横尾忠則 著者 半村良　講談社　1976~
- 『反美的生活のすすめ』池田満寿夫共著 河出書房新社 1977
- 『芳年-狂懐の神々』中山豊彦共編 里文出版 1990
- 『二人でヨの字 淀川長治・横尾忠則連続対話』筑摩書房 1994　「淀川さんと横尾さん 二人でヨの字」文庫
- 『水墨画の巨匠 第8巻 蕭白』曽我蕭白 狩野博幸共著 講談社 1995
- 『天使の愛』中森樹庵共著 コミックス 1995
- 『芸術と創造 現代日本文化論11』河合隼雄共編 岩波書店 1997
- 『古寺巡礼京都 29 智積院』阿部龍文共著　淡交社 2009
- 『無頼の画家曾我蕭白』狩野博幸共著 新潮社 とんぼの本 2009
- 『YOKOO LIFE 横尾忠則の生活』著 横尾忠則 聞き手 糸井重里 ほぼ日 2021

## 個人美術館
- 岡之山美術館 - 兵庫県西脇市上比延町345-1[38]
- 横尾忠則現代美術館 - 神戸市灘区原田通3丁目8-30[39]
- 豊島横尾館 - 香川県小豆郡土庄町豊島家浦2359[40]

## 出演作品

### 映画
- 「新宿泥棒日記」（1969年、大島渚監督）
- 「僕は天使ぢゃないよ」（1974年、あがた森魚監督）
- 「ミシマ:ア・ライフ・イン・フォー・チャプターズ」（1985年）
- 「春の画 SHUNGA」（2023年）[41]

### テレビドラマ
- 新平四郎危機一発（1969年、TBS）
- 寺内貫太郎一家（1974年、TBS） ※オープニングの出演者似顔絵も手がける

### CM・広告
- キリンビール 「キリンラガービール」（1990年）[42]
- 酒田時計貿易「ラドー」
- 小林製薬「アンメルツヨコヨコ」

### その他
- 教育テレビスペシャル「横尾忠則と瀧と冒険」（1993年2月、NHK教育テレビ）[43]
- 「五木寛之生と死の対論第2回」（NHK教育テレビ 1994年10月4日）
- 「プレミアム8 人生は大冒険」（NHK BSハイビジョン 2009年10月）
- 「徹子の部屋」（テレビ朝日 2021年8月12日）
- 「横尾忠則　87歳の現在地」（2024年6月2日、NHK BS）[44]